# Libya Montes
Libya Montes je pahorkatina na povrchu Marsu, která se rozkládá na 1 170 kilometrech téměř u rovníku Marsu jižně od impaktní oblasti Isidis Planitia.
Oblast se zformovala vlivem dopadu impaktoru do oblasti Isidis. Pojmenována byla v roce 1979.
V centrální části Libya Montes se nachází rozsáhlé údolí táhnoucí se do délky 400 km, které vzniklo nejspíše před 3,5 miliardami let vlivem tekoucí vody. Pahorkatina byla jedním ze dvou hlavních kandidátů pro přistání Mars Surveyor 2001 před tím, než byla mise zrušena.